# الإسلام في المجر
وفقًا للإحصاء الهنغاري لعام 2011، كان هناك 5579 مسلمًا في المجر، يشكلون حوالي 0.057 ٪ فقط من إجمالي السكان. ومن بين هؤلاء، أعلن 4097 (73.4٪) أنهم مجريون، بينما أعلن 2.369 (42.5٪) أنهم عرب حسب العرق. لا تظهر البيانات منالتي تتبع عام 2011 عدد السكان الأتراك (الذي كان 1565 في تعداد عام 2001). فإن غالبية المسلمين في المجر هم من أصول عربية أو تركية. هناك أيضًا عدد متزايد من الهنغاريين الذين يعتنقون الإسلام.
من المرجح أن يكون العدد الفعلي للمسلمين في المجر أكثر من 5579 مسلم. في أعقاب الحرب في سوريا، وصل تدفق كبير من طالبي اللجوء في 2014 و2015 و2016 حيث قدمأكثر من 200000 طلب لجوء في المجر. ولكن اعتبارًا من عام 2017 وما بعده، قبلت السلطات المجرية أقل من بضع مئات من الطلبات.

## التاريخ
وصلها الإسلام مبكراً عندما هاجرت إلى أرض المجر بعض القبائل البلغارية في أواخر القرن الرابع الهجري، وصل الإسلام إلى المجر عن طريق الهجرة حيث تعرض المسلمون الأوائل إلى الاضطهاد الديني في عهد ملك المجر شارل روبرت في سنة (741- 1340 م) عندما أرغمهم على اعتناق المسيحية أو الهجرة من المجر، كما هاجر إلى المجر بعض الأئمة من الأندلس وذلك قبل وصول الأتراك إلى وسط أوروبا.
وعندما فتح العثمانيون المجر في سنة (949هـ - 1586 م) أقبل بعض السكان على الإسلام واستقرت بعض جماعات تركية في البلاد وبقيت فيها بعد خروج الأتراك من المجر في سنة 1098 هـ -1687 م )، وكان في بودابست واحد وستون مسجداً، واثنان وعشرون مصلى، وعشر مدارس إسلامية، وعدد من المكتبات.
وبعد خروج الأتراك من المجر، تعرض المسلمون والمنشآت الإسلامية للتعصب الديني وحطم المتعصبون الآثار الإسلامية ولم يبقي منها سوي القليل. وتعرض المسلمون في المجر لضغط صليبي ثم لضغط شيوعي، وهم يعيشون في عزلة ولا اتصال لهم إلا بمسلمي النمسا، ويقدر عددهم بحوالي 20000 نسمة حسب إحصائية 2004 موقع جهاد.

## الجمعية الإسلامية المجرية
تأسست الجمعية في سنة ( 1408 هـ -1988 م ) وعدد الأعضاء حوالي 200 عضواً والجمعية معترف بها من قبل الحكومة المجرية وتحاول الجمعية كتابة تاريخ الإسلام في المجر، وتقوم بتعليم القرآن الكريم، وتعقد دروس اسبوعية وتخطط الجمعية لترجمة القرآن الكريم إلى اللغة المجرية، وإيفاد الطلاب للدراسة بالجامعات الإسلامية، كما تحاول تنشيط الدعوة الإسلامية في المجر . 

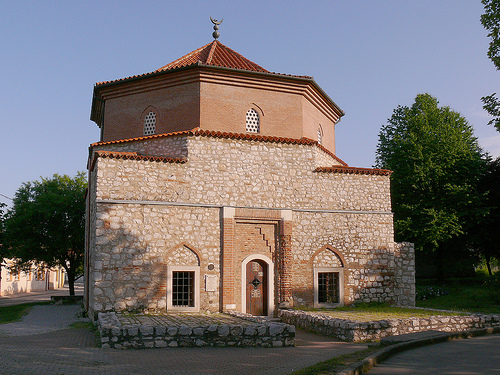
مسجد في مدينة سي كلوز (Siklós)